# عيد البشارة
حسب المعتقد  المسيحي، عيد البشارة  يُخلّد ذكرى زيارة رئيس الملائكة جبرائيل للسيدة العذراء مريم، حيث أخبرها أنها ستكون والدة يسوع المسيح. يُحتفل به في 25 مارس؛ ولكن إذا صادف هذا التاريخ أسبوع الآلام أو أسبوع الفصح، يُؤجّل إلى يوم الاثنين الذي يلي الأحد الثاني من عيد الفصح [الإنجليزية].